# Papamosques de Buru
El papamosques de Buru (Ficedula buruensis) és una espècie d'ocell de la família dels muscicàpids (Muscicapidae) endèmic de l'arxipèlag de les Moluques. Es troba a les illes de Buru, Seram i Kai Besar. El seu hàbitat natural són els boscos tropicals i subtropicals de frondoses humits de l'estatge montà. El seu estat de conservació es considera de risc mínim.